# This Ain’t Fast & Furious XXX
This Ain’t Fast & Furious XXX  ist eine Porno-Parodie aus dem Jahr 2014 über die Filmreihe Fast & Furious.

## Handlung
Der Film zeigt fünf Szenen, die separate sexuelle Geschichten erzählen und sich an die Filmreihe anlehnen. So spielen Szenen in einer Garage oder in einem fahrenden Auto.

## Produktion und Veröffentlichung
Die Produktion und den Vertrieb übernahm bzw. übernimmt Hustler Video und die Regie und das Drehbuch Andre Madness. Erstmals wurde der Film am 15. Oktober 2014 veröffentlicht.

## Nominierungen und Auszeichnungen
- AVN Awards, 2016
  - Nominee: Best Special Effects

- Nightmoves, 2015
  - Nominee: Best Parody

- Nightmoves Fan Awards, 2015

- XBiz Awards, 2015
  - Nominee: Best Special Effects